# Kafteh Rūd
Kafteh Rūd (persiska: Kaft Rūd, کفته رود) är en ort i Iran.   Den ligger i provinsen Gilan, i den nordvästra delen av landet, 250 km nordväst om huvudstaden Teheran. Antalet invånare är 893.
Terrängen runt Kafteh Rūd är mycket platt, och sluttar norrut. Runt Kafteh Rūd är det tätbefolkat, med 659 invånare per kvadratkilometer. Närmaste större samhälle är Rasht, 9,3 km sydost om Kafteh Rūd. Trakten runt Kafteh Rūd består till största delen av jordbruksmark.